# Mabel (chanteuse)
Pour les articles homonymes, voir Mabel.
Mabel (prononcé : [meɪbəl]), de son nom complet Mabel Alabama-Pearl McVey, née le 19 février 1996 à Málaga, en Espagne, est une autrice-compositrice-interprète britannique d’origine suédoise.

## Biographie

### Enfance et formation
Mabel McVey est née le 20 février 1996 à Málaga, en Espagne. Sa mère, Neneh Cherry, est une chanteuse suédoise et son père, Cameron McVey, est un producteur de musique connu pour son travail avec Massive Attack,, Portishead, All Saints et Sugababes. Son demi-frère, Marlon Roudette, est un ancien membre du groupe Mattafix devenu chanteur en solo.
Elle grandit à Notting Hill[réf. nécessaire] et Stockholm. Elle apprend à jouer du piano à l'âge de cinq ans puis étudie la musique à l'école suédoise Rytmus (sv) durant son adolescence. Lorsqu'elle a dix-huit ans, elle s'installe à Londres pour commencer une carrière musicale. Alors qu'elle pose comme mannequin dans le magazine i-D, elle est repérée par Grace LaDoja, la directrice artistique de Skepta, qui l'engage pour apparaître dans un clip vidéo du rappeur.

### Carrière
Mabel se fait connaître avec la chanson Know Me Better qu'elle poste sur son compte SoundCloud en 2015, où la chanson est écoutée plusieurs milliers de fois. Elle est diffusée à la radio au Royaume-Uni après que la journaliste Annie Mac (en) en ait parlé sur BBC Radio 1, à la suite de quoi la chanteuse signe un contrat avec le label discographique Universal.
Elle publie l'EP Bedroom le 26 mai 2017 et l'illustre avec les clips vidéos des chansons Bedroom puis Finders Keepers (en) qui obtient la certification platine au Royaume-Uni. Ce single est aussi présent sur sa première mixtape, Ivy to Roses (en), qui sort le 13 octobre 2017. L'année suivante, elle prend part à sa première tournée européenne en tant que tête d'affiche et assure la première partie du chanteur Harry Styles durant sa tournée Live On Tour,. La chanson Ring Ring (en), qu'elle interprète avec Jax Jones et Rich the Kid, se classe dans le top américain Dance/Electronic Songs (en) en août 2018.
En 2019, elle chante Don't Call Me Up (en) dont elle est l'auteur avec Steve Mac (dont l'arsenal de succès inclut Shape of You d'Ed Sheeran), ainsi que Kamille Purcell. Cette chanson est la première de Mabel qui se classe dans le Billboard Hot 100 et elle atteint la troisième place du top single britannique. Son premier album studio High Expectations (en) est publié le 2 août 2019.
En 2021, elle signe son retour avec son nouveau single Let Them Know (en) sortie le 18 juin 2021.

## Influence
Pour Mabel, tout remonte finalement à ses racines : une enfant du R'n'B du siècle d'âge, qui exploite l'énergie de ses idoles Beyoncé Katy Perry dans Destiny's Child, ainsi que le style vocal de légendes musicales telles que Stevie Wonder et Minnie Ripperton.

## Discographie

### Album studio
- 2019 : High Expectations (en)
- 2022 : About Last Night... (en)

### Mixtape
- 2017 : Ivy to Roses (en)

### EP
- 2017 : Bedroom

### Singles
- 2015 : Know Me Better
- 2015 : My Boy My Town
- 2016 : Thinking of You
- 2017 : Finders Keepers (en)
- 2017 : Bedroom
- 2017 : Begging
- 2017 : My Lover (Remix) (avec Not3s (en))
- 2018 : Fine Line (en) (feat. Not3s)
- 2018 : Cigarette (feat. Raye et Stefflon Don)
- 2018 : One Shot (en)
- 2019 : Don't Call Me Up (en)
- 2019 : Mad Love (en)
- 2019 : OK (Anxiety Anthem) (en)
- 2019 : God is a Dancer (en) (avec Tiësto)
- 2019 : Loneliest Time of Year (en)
- 2020 : Boyfriend (en)
- 2020 : West Ten (en) (avec AJ Tracey)
- 2020 : Tick Tock (en) (avec Clean Bandit feat. 24kGoldn)
- 2021 : Let Them Know (en)
- 2022 : Good Luck (avec Jax Jones et Galantis)
- 2022 : Overthinking (avec 24kGoldn)
- 2022 : Let Love Go (avec Lil Tecca)
- 2022 : Deal or No Deal (avec A1 x J1)
- 2024 : Zero (avec Black Sherif)

### Chansons en featuring
- 2018 : Plug Walk de Rich the Kid feat. Mabel
- 2018 : Ring Ring (en) de Jax Jones feat. Mabel et Rich the Kid
- 2021 : I Wish (en) de Joel Corry feat. Mabel

## Tournées

### Tête d'affiche
- 2018 : These Are The Best Times Tour
- 2019 : The Mad Love Tour
- 2019-2020 : High Expectations Tour

### Première partie
- 2016 : Years & Years : Palo Santo Tour
- 2018 : Harry Styles: Live On Tour
- 2019 : Thrilla in Manila de LANY (en)
- 2019 : Free Spirit World Tour (en) de Khalid.                   Love on Tour Modèle:Harry Styles 2020

## Distinctions
| Année | Cérémonie      | Catégorie                         | Nomination | Résultat   |
| ----- | -------------- | --------------------------------- | ---------- | ---------- |
| 2017  | Grammis Awards | Révélation suédoise de l’année    | Mabel      | Nomination |
| 2017  | MOBO Awards    | Meilleur artiste féminin          | Mabel      | Nomination |
| 2017  | MOBO Awards    | Meilleure révélation              | Mabel      | Nomination |
| 2018  | MTV Brand New  | Brand New                         | Mabel      | Lauréat    |
| 2019  | Brit Awards    | Révélation britannique de l’année | Mabel      | Nomination |